# Veneno (Fernsehserie)
Veneno ist eine spanische Fernsehserie aus dem Jahr 2020. Sie handelt vom Leben der spanischen Fernsehpersönlichkeit und Varietédarstellerin Cristina Ortiz Rodríguez, besser bekannt unter ihrem Künstlernamen La Veneno. Die Produktion basiert daneben auf der Biografie ¡Digo! ni puta ni santa: Las memorias de La Veneno der Journalistin und Freundin La Venenos Valeria Vegas aus dem Jahr 2016. Vegas ist zudem eine der Hauptfiguren in der Serie.
In der Hauptrolle sind drei verschiedene Schauspielerinnen zu sehen, die La Veneno als junge Erwachsene, auf dem Höhepunkt ihrer Karriere sowie in ihren letzten Lebensjahren darstellen. Zudem verkörpert sich Paca La Piraña, eine reale Freundin der Titelfigur, in den späteren Jahren der Handlung selbst.
Eigentlich sollte die gesamte Serie am 29. März 2020 auf Atresplayer Premium veröffentlicht werden, einem zur spanischen Mediengruppe Atresmedia gehörenden Over-the-top content-Streamingdienst. Allerdings mussten die Dreharbeiten aufgrund der COVID-19-Pandemie mehrmals verschoben werden, weswegen an diesem Datum nur die erste Folge abrufbar war. Die zweite Episode wurde am 28. Juni veröffentlicht, die dritte am 20. September, die Veröffentlichung der restlichen fünf Folgen erfolgte ab letzterem Datum im wöchentlichen Modus.
International ist Veneno in mehreren Ländern, unter anderem den Vereinigten Staaten, auf HBO Max verfügbar. In Deutschland feierte sie am 11. Oktober 2021 auf dem nationalen Ableger von OUTtv ihre Premiere.

## Handlung
Die Serie konzentriert sich auf den Alltag zweier spanischer trans Frauen: Die Journalismus-Studentin Valeria Vegas hat sich 2006 nur gegenüber ihrem engsten Freundeskreis als trans geoutet. Sie zögert nicht nur, sich ihrer Mutter anzuvertrauen, sondern auch, mit einer geschlechtsangleichenden Maßnahme zu beginnen. Als sie eines Tages einen Fernsehbericht über La Veneno sieht, eine der bekanntesten trans Frauen des Landes, beschließt Valeria, sie persönlich zu treffen. Sie und ihre beste Freundin Amparo machen La Veneno in Valencia ausfindig, wo diese mit ihrer langjährigen Bekannten Paca La Piraña in einer Wohnung lebt. Kurz darauf entsteht zwischen Valeria und La Veneno eine enge Bindung, durch die letztere ihrer neuen Freundin in mehreren Gesprächen ihre Lebensgeschichte schildert. Valeria wird so auch motiviert, zu ihrer eigenen Geschlechtsidentität zu stehen.
La Veneno, mit richtigem Namen Cristina Ortiz Rodríguez, kommt 1964 in der kleinen Gemeinde Adra zur Welt. Dort stößt sie aufgrund ihrer femininen Ausdrucksweise bei den Einwohnern auf Unverständnis. Vor allem ihrer Mutter missfällt ihr Stil, die andere oft anstachelt, ihr Kind körperlich und verbal anzugreifen. Die gegen Cristina gerichteten Anfeindungen, nicht zuletzt von Familienmitgliedern, werden im Laufe der Jahre immer schlimmer, weswegen sie als Jugendliche zunächst nach San Pedro de Alcántara und anschließend Torremolinos geht, wo sie sich trotz ihres Analphabetismus relativ gut durchschlagen kann.
In den 1990er Jahren lernt Cristina die trans Frau Paca kennen, die schnell zu ihrer (Drag-)Mentorin und guten Freundin wird. Zudem macht Cristina erste Erfahrungen im Showgeschäft, als sie in einer Flirtsendung auftritt. Kurz danach erkennt sie schließlich endgültig, trans zu sein. Sie unterzieht sich einer geschlechtsangleichenden Maßnahme und wird nach ihrer Entlassung von einer Krankenhausküche in Madrid Prostituierte im lokalen Stadtpark Parque del Oeste. Diese Arbeit ist für Cristina gefährlich, da sie mehr als nur einmal aufgrund ihrer Geschlechtsidentität von Freiern angegriffen wird. In dieser Zeit gibt ihr Paca den Spitznamen La Veneno, also Das Gift, den Cristina von nun an während der Arbeit verwendet.
1996 fährt die Journalistin Faela Sainz, die einen nächtlichen Reportagebeitrag für die Late-Night-Sendung Esta noche cruzamos el Mississippi drehen soll, auf der Suche nach Interviewpartnern in den Parque del Oeste. Dort trifft sie auf La Veneno, die im Gespräch auf eine äußerst direkte, humorvolle und vulgäre Art über ihren Arbeitsalltag berichtet. Ihre Persönlichkeit kommt bei den Zuschauenden so gut an, dass sie fortan regelmäßig als Gesprächspartnerin in Esta noche cruzamos el Mississippi zu sehen ist. Dadurch wird sie in Spanien einem Millionenpublikum bekannt, startet eine Karriere als prominente Medien- sowie Varietépersönlichkeit und wird zum Vorbild der trans Gemeinde im Land, die erstmals eine berühmte Bezugsperson hat.
2003 wird La Veneno wegen Brandstiftung und Versicherungsbetrug angeklagt, da ihr Lebensgefährte sie beschuldigt, ihre gemeinsame Wohnung angezündet zu haben. Sie erhält eine dreijährige Haftstrafe, die sie in einem Männergefängnis absitzen muss. Nach ihrer Entlassung leidet La Veneno unter mehreren medizinischen Beschwerden, vor allem Übergewicht. Zudem behauptet sie gegenüber der Presse, im Gefängnis missbraucht worden zu sein. Weil ihre Karriere vorbei zu sein scheint, muss sich La Veneno mit Auftritten in Boulevard-Talkshows begnügen und bezieht mit Paca eine Wohnung.
Erst dank ihrer Freundschaft zu Valeria gelingt es La Veneno, wieder an frühere Erfolge anzuknüpfen. Sie schreiben 2016 gemeinsam La Venenos Biografie ¡Digo! ni puta ni santa: Las memorias de La Veneno, die in Spanien ein Bestseller wird. Im November desselben Jahres wird La Veneno von ihrem Lebensgefährten schwer verletzt aufgefunden. Wegen einer tiefen Kopfwunde wird sie in ein Koma versetzt, vier Tage später erliegt sie ihren Verletzungen. Obwohl ein Gerichtsmediziner als Todesursache einen Sturz verursacht durch Alkohol und Beruhigungsmittel feststellt, haben La Venenos Familie und Freunde aufgrund ihrer in der Biografie geschilderten sexuellen Begegnungen mit einflussreichen Persönlichkeiten daran ihre Zweifel. Valeria gedenkt der Toten medienwirksam, die nun endgültig als Legende der spanischen LGBT-Gemeinschaft gilt.

## Produktion
Im Mai 2019, gut zweieinhalb Jahre nach dem Tod von La Veneno, wurden die Autoren Javier Ambrossi und Javier Calvo, die bereits in der Vergangenheit zusammen erfolgreiche Bühnen- und Leinwandprojekte erdacht hatten, von der Mediengruppe Atresmedia beauftragt, eine Fernsehserie über die in den 1990er Jahren populäre spanische Medienpersönlichkeit zu kreieren. Diese trug damals noch den Arbeitstitel Veneno. Vida y muerte de un icono. Im November desselben Jahres startete die Preproduktions-Phase, in der Rolle der La Veneno wurden die Schauspielerinnen Jedet Sánchez, Daniela Santiego und Isabel Torres besetzt, die die Titelfigur in drei verschiedenen Lebensphasen darstellten. Die drei sind wie auch Lola Rodríguez, die La Venenos enge Vertraute Valeria Vegas verkörperte, trans. Die trans Frau Paca La Piraña, eine langjährige gute Freundin La Venenos, verkörperte sich in den späteren Jahren der Handlung selbst.
Am 16. Dezember 2019 starteten die Dreharbeiten in der andalusischen Kleinstadt Isleta del Moro. Weitere Produktionsstätten waren Adra, Valencia und Madrid, wobei in der Hauptstadt hauptsächlich im Park Casa de Campo gedreht wurde. Im Januar 2020 veröffentlichte Atresmedia erste Serien-Teaser in sozialen Netzwerken. Am 14. Februar gab das Unternehmen bekannt, dass die Serie ab dem 29. März auf dem OTT-Streamingdienst Atresplayer Premium verfügbar sein werde. Einen Monat darauf veröffentlichte Atresmedia den ersten vollständigen Trailer.

## Veröffentlichung
Die Dreharbeiten mussten zunächst unterbrochen und schließlich wegen eines landesweiten Lockdowns aufgrund der COVID-19-Pandemie auf unbestimmte Zeit verschoben werden. Atresmedia entschied sich dennoch, die erste Folge am ursprünglichen Premierendatum zu veröffentlichen. Bereits kurz nach dem 29. März stiegen die Abonennten-Zahlen von Atresplayer Premium um 42 Prozent auf 3,3 Millionen. Veneno stellte dabei das bisher erfolgreichste Seriendebüt des Streamingdienstes dar, das bislang zudem die meistgesehene Produktion des Unternehmens ist.
Die zweite Episode war ab dem 28. Juni verfügbar, laut Sender anlässlich des Pride Month. An dem Tag eröffneten Sánchez, Santiago und Torres neben weiteren queeren Personen zudem die wegen der Pandemie im kleineren Rahmen als gewöhnlich stattfindende Madrid Pride. Am 12. August verkündete Atresmedia, die restlichen sechs Folgen ab dem 20. September im wöchentlichen Modus ausstrahlen zu werden. Am 17. September wurden die ersten drei Episoden in mehr als 200 Kinos in Spanien aufgeführt. Zudem liefen die ersten beiden Folgen am 25. Oktober auf dem frei empfangbaren Sender Antena 3. Sie waren dabei das an dem Tag erfolgreichste spanische Programm und zählten ungefähr 5 Millionen Zuschauende, was einem Marktanteil von insgesamt knapp 34 Prozent entsprach.
Im Juli 2020 sicherte sich HBO Max die Ausstrahlungsrechte für den US-amerikanischen und lateinamerikanischen Markt. In einigen europäischen Ländern, darunter Deutschland, ist Veneno seit dem 11. Oktober 2021 auf OUTtv Pro zu sehen.

## Besetzung

### Hauptfiguren
| Rolle          | Darstellerin                                              |
| -------------- | --------------------------------------------------------- |
| La Veneno      | Jedet Sánchez (jung) Daniela Santiego Isabel Torres (alt) |
| Valeria Vegas  | Lola Rodríguez                                            |
| Paca La Piraña | sie selbst Desirée Rodríguez (jung)                       |

### Nebenfiguren
| Rolle                  | Darsteller        |
| ---------------------- | ----------------- |
| La Veneno (Kind)       | Guille Márquez    |
| La Veneno (jugendlich) | Marcos Sotkovszki |
| Pepe Navarro           | Israel Elejalde   |
| La Fany                | Lara Martorell    |
| La Zane                | Andrea García     |
| Mari                   | Maite Sandoval    |
| Amparo                 | Mariona Terés     |
| La Manola              | Ángeles Ortega    |
| Carolina la de Vigo    | Karen Hernández   |
| Tamara la Gitana       | Candela Santiago  |
| Bienvenida „La Bienve“ | Desireé Vogue     |
| sie selbst             | Juani Ruiz        |
| Rocío                  | Laura Frenchkiss  |
| Manolito (jugendlich)  | Omar Banana       |
| Gracia „La Sevillana“  | Inma Pérez-Quirós |
| Manolito (jung)        | Santino Cassá     |
| María Jesús Rodríguez  | Mercedes Léon     |
| Sacha                  | Alex Saint        |
| Angelo                 | Ciro Petrone      |
| Miguel                 | Tamar Novas       |
| Mihai                  | Carlos Manglano   |
| Carlos „La Cebollina“  | Andreu Castro     |

## Episodenliste
| Nr. | Deutscher Titel | Originaltitel                        | Erstausstrahlung USA | Deutschsprachige Erstveröffentlichung (D) | Regie                          | Drehbuch                                           |
| --- | --------------- | ------------------------------------ | -------------------- | ----------------------------------------- | ------------------------------ | -------------------------------------------------- |
| 1   | Folge 1         | La noche que cruzamos el Mississippi | 29. März 2020        | 11. Okt. 2021                             | Javier Ambrossi & Javier Calvo | Javier Ambrossi & Javier Calvo                     |
| 2   | Folge 2         | Un viaje en el tiempo                | 28. Juni 2020        | 11. Okt. 2021                             | Javier Ambrossi & Javier Calvo | Javier Ambrossi & Javier Calvo                     |
| 3   | Folge 3         | Acaríciame                           | 20. Sep. 2020        | 11. Okt. 2021                             | Mikel Rueda                    | Claudia Costafreda & Elena Martín & Ian de la Rosa |
| 4   | Folge 4         | La maldición de las Onassis          | 27. Sep. 2020        | 11. Okt. 2021                             | Álex Rodrigo                   | Javier Ambrossi & Javier Calvo                     |
| 5   | Folge 5         | Cristina a través del espejo         | 4. Okt. 2020         | 11. Okt. 2021                             | Javier Ambrossi & Javier Calvo | Javier Ambrossi & Javier Calvo                     |
| 6   | Folge 6         | Una de las nuestras                  | 11. Okt. 2020        | 11. Okt. 2021                             | Javier Ambrossi & Javier Calvo | Félix Sabroso                                      |
| 7   | Folge 7         | Fue más o menos así                  | 18. Okt. 2020        | 11. Okt. 2021                             | Mikel Rueda                    | Claudia Costafreda & Elena Martín & Ian de la Rosa |
| 8   | Folge 8         | Los tres entierros de Cristina Ortiz | 25. Okt. 2020        | 11. Okt. 2021                             | Álex Rodrigo                   | Javier Ambrossi & Javier Calvo                     |

## Rezeption
In der Internet Movie Database erreichte die Serie eine Bewertung von 8,7 von zehn Sternen basierend auf 3.143 abgegebenen Stimmen. Auf Rotten Tomatoes beträgt die Kritikerwertung 100 Prozent basierend auf sieben Kritiken, der Zuschauerwert 98 Prozent basierend auf 60 Bewertungen. Bei Metacritic ergibt sich bei acht Zuschauerstimmen eine Bewertung von 9,3 von zehn.
Laut E. Alex Jung von New York vermische Veneno Fantasie und Wirklichkeit der unzuverlässigen Titelfigur, ohne sie dabei zu verraten oder auf sie herabzusehen. Die Serie sei zwar an manchen Stellen etwas zu überladen, was aber aufgrund ihres Ehrgeizes verzeihlich sei. Vor allem die drei Hauptdarstellerinnen seien umwerfend, Paca La Piraña daneben entzückend. Veneno sei letztlich eine wachrüttelnde Mahnung über die positiven und negativen Seiten zwischenmenschlicher Beziehungen. Julia Carmel führte in der The New York Times an, dass die Figuren anders als in vielen LGBT-Produktionen nicht deprimiert, einsam und verklemmt, sondern erfrischend humorvoll, einfühlsam und unverfroren seien. Carmel äußerte sich zudem positiv über das freundschaftliche Verhältnis der Charaktere untereinander, das mühelos Intimität und Liebe in ihren unendlichen Formen darstelle. Alex Abad-Santos bezeichnete Veneno in der Vox als beste Serie des Jahres 2020. Die Titelfigur werde von drei hervorragenden Darstellerinnen mit Würde und Menschlichkeit verkörpert, die niemals in Sentimentalität verfielen. Ambrossi und Calvo hätten einen Weg gefunden, sowohl die Komplexität queerer Identität akkurat abzubilden als auch La Veneno auf eine ausgeglichene Art darzustellen.
Alfonso Rivera kritisierte in Cineuropa, dass die Serie die Rauheit, Marginalisierung sowie das Unglück und Zwielicht der wahren La Veneno vermeide, um ein Mainstream-Publikum anzusprechen. Die Regisseure verschwendeten das große Potential der revolutionären Titelfigur, indem sie sie in einen Mythos verwandelt und in den Hintergrund gerückt hätten. Das Publikum müsse sich deshalb fragen, was mutigere Filmemacher aus der komplexen und brutalen Vorlage hätten machen können. Beatriz Martínez befand in El Periódico, dass sich Veneno schon allein wegen der engagierten Darstellung einer bislang kaum wahrgenommenen Gemeinschaft lohne. Die Serie sei darüber hinaus ein leidenschaftlich-spielerisches Porträt der jüngeren Geschichte des Landes. Vergangenheit und Gegenwart würden perfekt miteinander verschmolzen, jede Episode wirke so wie ein eigenes Universum. Für Tom C. Avendaño von El País übertrieben es Ambross und Calvo mit ihren Belehrungen über trans Themen, die aber auch lehrreich seien. Die Serie sei aufgrund ihres Einfallsreichtums die beste Produktion der beiden, die alte mit neuen Anspielungen vermischten. Veneno werde in Zukunft wahrscheinlich einen großen Einfluss auf neue Produktionen im Land ausüben.
Im Hintergrund der in der Gesamtbevölkerung sehr großen, positiven Resonanz auf die Serie verkündete der Stadtrat von Madrid am 10. Oktober, eine Gedenktafel zu Ehren von La Veneno im Parque del Oeste anzubringen. Eine erste Plakette war im April des Vorjahres nach einer Woche von Unbekannten entwendet worden. Der Stadtrat lehnte damals wegen eines angeblichen Vandalismus-Risikos und damit verbundener hoher Kosten weitere Neuanschaffungen ab. Fünf Tage darauf wurde ein großflächiges Werbeplakat für die Serie in der Gran Vía aufgestellt, eine der wichtigsten Einkaufsstraßen Madrids. Dies stellte die erste Reklame für eine LGBT-Fernsehproduktion in der Straße dar.
Am 18. Oktober twitterte der spanische Vizepräsident Pablo Iglesias Turrión, dass Veneno viele verschiedene Emotionen hervorbringe, vor allem aber das vergangene sowie gegenwärtige Leid von trans Personen sichtbar mache und daher sehr sehenswert sei. Nach der Veröffentlichung des Tweets geriet die spanische Regierung unter Druck, da sie bereits 2015 die Einführung eines landesweit gültigen „trans Gesetzes“ versprochen hatte, woraus sich nichts entwickelte. Deswegen gab die Gleichstellungsministerin Irene Montero am 30. Oktober bekannt, dass eine derartige Regelung im Parlament besprochen und vor dem Inkrafttreten durch einen Volksentscheid bestätigt werden soll. Trans Personen ab 16 Jahren soll es so ermöglicht werden, amtliche Daten über Geschlecht und Namen ohne geschlechtsangleichende Maßnahme ändern zu lassen.

## Auszeichnungen und Nominierungen (Auswahl)
MIPCOM Diversity TV Excellence Awards 2020
- Nominierung für den Diversity TV Excellence Award

Premios Ondas 2020
- Auszeichnung in der Kategorie Beste Hauptdarstellerin in einer nationalen Fernsehserie, für Jedet Sanchéz, Daniela Santiago und Isabel Torres

Fotogramas de Plata 2021
- Nominierung für den Publikumspreis in der Kategorie Beste spanische Fernsehserie

GLAAD Media Award 2021
- Auszeichnung in der Kategorie Beste spanischsprachige, fiktionale Fernsehserie

Imagen Award 2021
- Nominierung in der Kategorie Bestes Drama-Primetimeprogram